# 2013–2014-es magyar férfi röplabdabajnokság
A 2013–2014-es magyar férfi röplabdabajnokság a hatvankilencedik magyar röplabdabajnokság volt. A bajnokságban tizenkét csapat indult el, az előző évi első két helyezett az osztrák, magyar, szlovák és szlovén csapatok részvételével tartott Közép-európai Ligában szerepelt, a többiek két kört játszottak (a junior válogatott csak egy kört játszott). Az alapszakasz után a Közép-európai Ligában szereplő csapatok és az 1-6. helyezettek play-off rendszerben játszottak a végső helyezésekért, míg a 7-10. helyezettek az addigi pontjaikat megtartva egymás közt még három kört játszottak tornarendszerben.

## Alapszakasz
| #   | Csapat                    | M  | Gy | GyD | VD | V  | Sz+ | Sz- | P  |
| --- | ------------------------- | -- | -- | --- | -- | -- | --- | --- | -- |
| 1.  | Dunaferr SE               | 17 | 13 | 2   | 0  | 2  | 47  | 15  | 43 |
| 2.  | Dági KSE                  | 17 | 12 | 2   | 1  | 2  | 46  | 15  | 41 |
| 3.  | MAFC-BME                  | 17 | 10 | 1   | 3  | 3  | 41  | 22  | 35 |
| 4.  | Vegyész RC Kazincbarcika  | 17 | 8  | 1   | 4  | 4  | 37  | 29  | 30 |
| 5.  | Szolnoki Főiskola RK SI   | 17 | 7  | 4   | 0  | 6  | 35  | 30  | 29 |
| 6.  | Sümegi RE                 | 17 | 7  | 1   | 0  | 9  | 28  | 32  | 23 |
| 7.  | Junior válogatott         | 11 | 5  | 0   | 2  | 4  | 20  | 21  | 17 |
| 8.  | Vannet-Pécsi TE-PEAC      | 17 | 3  | 2   | 0  | 12 | 21  | 43  | 13 |
| 9.  | Debreceni EAC             | 17 | 1  | 1   | 2  | 13 | 12  | 48  | 7  |
| 10. | Széchenyi Egyetem SE Győr | 17 | 1  | 0   | 2  | 14 | 11  | 49  | 5  |

* M: Mérkőzés Gy: Győzelem GyD: Győzelem döntő szettben VD: Vereség döntő szettben V: Vereség Sz+: Nyert szett Sz-: Vesztett szett P: Pont

## Rájátszás

### 1–8. helyért
Negyeddöntő: Fino Kaposvár SE–Sümegi RE 3:0, 3:0, 3:0 és Gorter-Kecskeméti RC–Szolnoki Főiskola RK SI 3:1, 3:0, 3:0 és Dunaferr SE–Vegyész RC Kazincbarcika 3:0, 0:3, 3:0, 3:2 és Dági KSE–MAFC-BME 3:1, 1:3, 1:3, 3:2, 2:3
Elődöntő: Fino Kaposvár SE–MAFC-BME 3:0, 3:2, 3:0 és Gorter-Kecskeméti RC–Dunaferr SE 3:1, 3:1, 3:1
Döntő: Fino Kaposvár SE–Gorter-Kecskeméti RC 0:3, 2:3, 2:3
3. helyért: Dunaferr SE–MAFC-BME 1:3, 0:3, 3:1, 3:1, 0:3
5–8. helyért: Dági KSE–Sümegi RE 3:0, 3:2 és Vegyész RC Kazincbarcika–Szolnoki Főiskola RK SI 1:3, 3:0, 3:2
5. helyért: Dági KSE–Vegyész RC Kazincbarcika 3:0, 0:3, 3:0
7. helyért: Szolnoki Főiskola RK SI–Sümegi RE 3:0, 3:0

### 9–11. helyért
| #   | Csapat                    | M  | Gy | GyD | VD | V  | Sz+ | Sz- | P  |
| --- | ------------------------- | -- | -- | --- | -- | -- | --- | --- | -- |
| 9.  | Vannet-Pécsi TE-PEAC      | 23 | 7  | 4   | 0  | 12 | 39  | 49  | 29 |
| 10. | Debreceni EAC             | 23 | 3  | 1   | 2  | 17 | 20  | 60  | 13 |
| 11. | Széchenyi Egyetem SE Győr | 23 | 2  | 0   | 4  | 17 | 18  | 64  | 10 |

* M: Mérkőzés Gy: Győzelem GyD: Győzelem döntő szettben VD: Vereség döntő szettben V: Vereség Sz+: Nyert szett Sz-: Vesztett szett P: Pont